# Carl Ritter
Carl Ritter (ur. 7 sierpnia 1779 w Quedlinburgu, zm. 28 września 1859 w Berlinie) – niemiecki geograf, uznawany obok Aleksandra Humboldta za twórcę nowożytnej geografii, zwolennik regionalnego ujmowania zjawisk i studiów porównawczych, pierwszy profesor geografii.

## Życiorys
Carl Ritter urodził się 7 sierpnia 1779 roku w Quedlinburgu, jako jedno z sześciorga dzieci, w rodzinie pastora F. W. Rittera . Początkowo nauczany był w domu, a jego nauczycielem był Johann Christoph Friedrich GutsMuths (1759–1839) . W 1785 roku wraz z bratem rozpoczął naukę w Philanthropinum w Schnepfenthal, gdzie GutsMuths został zatrudniony jako nauczyciel .
W 1796 roku został przewidziany na wychowawcę synów bankiera frankfurckiego Johanna Jakoba Bethmann-Hollwega (1748–1808) i wysłany na studia na uniwersytet w Halle . W latach 1798–1820 pracował dla rodziny Bethmann Hollweg, najpierw jako nauczyciel, a następnie jako towarzysz podróży . Zainteresowany geografią, sam kształcił się w tej dziedzinie. W 1806 roku wydał pracę o nauczaniu geografii – Einige Bemerkungen über den methodischen Unterricht in der Geographie . Towarzyszył najmłodszemu synowi Bethmann-Hollwega Moritzowi Augustowi von Bethmann-Hollweg (1795–1877) podczas jego studiów na uniwersytecie w Getyndze, samemu poświęcając się studiom geograficznym .
W 1820 roku Ritter został pierwszym profesorem geografii  (niem. Professor der Erd-, Länder-, Völker- und Staatenkunde) na uniwersytecie w Berlinie . Jego wykłady cieszyły się ogromną popularnością, przyciągając 300–400 słuchaczy, do których często dołączał Alexander von Humboldt. Jego studentami byli m.in. rosyjski geograf Piotr Pietrowicz Siemionow-Tian-Szanski (1827–1914), francuski geograf Élisée Reclus (1830–1905) i szwajcarski geograf Arnold Henri Guyot (1807–1884).
W latach 1823–1853 Ritter prowadził zajęcia z geografii w pruskiej szkole wojskowej Preußische Kriegsakademie. W 1829 roku współzałożył berlińskie towarzystwo geograficzne Gesellschaft für Erdkunde, któremu wielokrotnie przewodniczył . 
Zmarł w Berlinie 28 września 1859 roku .

## Działalność naukowa
Uważany, obok Alexandra von Humboldta (1769–1859) za twórcę nowożytnej geografii . Ustanowił geografię na stałe jako przedmiot nauczania . Wiele jego prac geograficznych nie ma bibliografii naukowej, wiele z nich pozostało nieukończonych . Według Rittera wiedza o ziemi, nauki przyrodnicze, historia i etnologia łączyły się w jedną, nową naukę – geografię . Opowiadał się za regionalnym ujmowaniem zjawisk i prowadzeniem studiów porównawczych – tak pojmowaną geografię nazywał ziemioznawstwem (niem. Erdkunde). Geografia fizyczna miała zajmować się związkami między warunkami topograficznymi a przestrzenią życiową człowieka . W tym kontekście Ritter reprezentował kierunek antropocentryczny. Pozostawał pod wpływem idealistycznej filozofii niemieckiej.
Jego główne dzieło Die Erdkunde im Verhältnis zur Natur und Geschichte des Menschen (tłum. Geografia w odniesieniu do przyrody i historii ludzkości) (23 tomy, 1822–59), które dotyczy kontynentów Afryki i Azji, zostało starannie przygotowane na podstawie innych publikacji . Nowością było podejście encyklopedyczne i opisanie obszarów pod względem geograficznym, a nie politycznym .
Ritter zajmował się także formami (wytworami) typowymi dla poszczególnych krajów (niem. Productenkunde)  i pisał prace oparte na własnych doświadczeniach z podróży po Europie . Nie odbywał jednak celowych podróży naukowych, nie prowadził prac terenowych ani pomiarów .
Od początku wiązał geografię z kartografią, kreśląc samodzielnie oryginalne mapy ukazujące warunki biogeograficzne czy klimatyczne . Jego mapy izotermiczne cieszyły się uznaniem Heinricha Berghausa (1797–1884), Traugotta Brommego (1802–1866), Alexandra von Humboldta (1769–1859) i Augusta Petermanna (1822–1878) . W 1806 roku Ritter jako pierwszy zastosował wykresy wysokości .
Po śmierci został zapomniany, a jego zasługi były umniejszane ze względu na brak badań własnych . Jego wkład w naukę geografii został doceniony dopiero po II wojnie światowej .

## Publikacje
Wybór prac podany za Neue Deutsche Biographie :
- Europa, ein geographisch-historisch-statistisches Gemälde für Freunde und Lehrer der Geografie, 1804–1807
- Sechs Karten von Europa mit erklärendem Text, 1806
- Die Erdkunde im Verhältnis zur Natur und Geschichte des Menschen, 1822–59
- Entwurf zu einer Karte von ganzen Gebirgssysteme der Himalaja, 1830
- Hand-Atlas von Afrika in 14 Bilder zur allgemeinen Erdkunde, 1832
- Atlas von Asien in 20 Bilder, 1833-52
- Der tellurische Zusammenhang der Natur und Geschichte in den Productionen der drei Naturreiche, oder: Uber eine geographische Productenkunde. Gelesen in der Akademie der Wissenschaften, 1836
- Einleitung zur allgemeinen vergleichenden Geographie, und Abhandlungen zur Begründung einer mehr wissenschaftlichen Behandlung der Erdkunde, 1852

## Odznaczenia i członkostwa
- 1822 – członek Pruskiej Akademii Nauk[6],
- 1842 – Pour le Mérite za Naukę i Sztukę[7].